# Pristupanje Srbije Europskoj uniji
Pristupanje Srbije Europskoj uniji jest proces kojim Republika Srbija nastoji pristupiti Europskoj uniji kao punopravna članica. Srbija je službeno podnijela zahtjev za članstvo u Europskoj uniji 22. prosinca 2009. godine, a 1. ožujka 2012. Srbija je dobila status kandidata.
Dana 21. siječnja 2014. formalno su započeli pregovori s Europskom unijom.

## Ključni datumi
| Datum               | Događaj |
| ------------------- | --- |
| 7. studenog 2007.   | Parafiran Sporazum o stabilizaciji i pridruživanju.                                                                    |
| 29. travnja 2008.   | Potpisan sporazum o stabilizaciji i pridruživanju.                                                                     |
| 22. prosinca 2009.  | Srbija predaje formalni zahtjev za članstvo.                                                                           |
| 24. studenog 2010.  | EU komisija predaje Srbiji Upitnik Europske komisije.                                                                  |
| 31. siječnja 2011.  | Srbija predaje odgovore na Upitnik Europske komisije.                                                                  |
| 22. travnja 2011.   | Srbija predaje odgovore na dodatna pitanja Upitnika.                                                                   |
| 14. listopada 2011. | Europska komisija odgovara na Upitnik s pozitivnim mišljenjem.                                                         |
| 1. ožujka 2012.     | Srbija dobiva službeni status kandidata.                                                                               |
| 28. lipnja 2013.    | Europska komisija predlaže početak pregovora.                                                                          |
| 25. rujna 2013.     | Screening započeo. |
| 17. prosinca 2013.  | Europski Savjet usvojio pregovarački okvir sa Srbijom i odredio 21.siječnja 2014 za početak pregovora.                 |
| 21. siječnja 2014.  | Formalni početak pristupnih pregovora.                                                                                 |
| 24. ožujka 2015.    | Screening okončan. |
| 14. prosinca 2015.  | Otvorena poglavlja: 32. Financijski nadzor i 35. Ostalo: Odnosi s Kosovom                                              |
| 18. srpnja 2016.    | Otvorena poglavlja: 23. Pravosuđe i temeljna ljudska prava i 24. Pravda, sloboda i sigurnost                           |
| 13. prosinca 2016.  | Otvoreno poglavlje 5. Javne nabave; Otvoreno i zatvoreno poglavlje 25. Znanost i istraživanje                          |
| 27. veljače 2017.   | Otvoreno poglavlje 20. Poduzetništvo i industrijska politika; Otvoreno i zatvoreno poglavlje 26. Obrazovanje i kultura |
| 20. lipnja 2017.    | Otvorena poglavlja: 7. Pravo intelektualnog vlasništva i 29. Carinska unija                                            |
| 11. prosinca 2017.  | Otvorena poglavlja: 6. Pravo trgovačkih društava i 30. Vanjski odnosi                                                  |
| 25. lipnja 2018.    | Otvorena poglavlja: 13. Ribarstvo i 33. Financijske i proračunske odredbe                                              |
| 10. prosinca 2018.  | Otvorena poglavlja: 17. Ekonomska i monetarna politika i 18. Statistika                                                |
| 27. lipnja 2019.    | Otvoreno poglavlje: 9. Financije                                                                                       |
| 9. prosinca 2019.   | Otvoreno poglavlje: 4. Sloboda kretanja kapitala                                                                       |
| 14. prosinca 2021.  | Otvorena poglavlja: 14. Prometna politika, 15. Energetika, 21. Trans-europske mreže i 27. Okoliš                       |